# Спирохета
Спирохета (лат. Spirochaetа, од грч. speira — оно што је увијено и грч. chaite — коса, влас) назив је за групу грам-негативних бактерија у облику спралне нити. Својим изгледом подсећају на минијатурне опруге или телефонске каблове. Њихова дужина варира од неколико до 500 μm, а дужина од 0,25 до 1,5 μm, док им је дужина од 5 до 500 пута већа од дебљине. Због мале дебљине ћелије спирохете је тешко уочити, па је за њихово посматрање потребно употребити фазни контраст и тамно поље.
Ћелијски зидови ове бактерије су релативно меки. Спирохете могу да се савијају ротирају око своје уздужне осе и крећу таласасто, захваљујући аксијалним филаменатима, њихове аксијалне нити полазе са крајева ћелије према центру, где се преклапају. У току кретања ћелија се често увија и извија, али увек остаје спирална.
Спирохете могу да смање своје тело, а патогене спирохете су у стању да изазивају инфекције у циклусима (као на пример код повратне грознице). Такође су способне да пливају, све док не дођу у контакт са чврстом површином. Постоје аеробне и анаеробне врсте, такође има врста које живе слободно, али или у паразитском облику.
У хуманој медицини најпознатија су три рода: трепонема (лат. Тreponema), борелија (лат. Borrelia) и лептоспира (лат. Leptospira).